# مايك ويندر
مايك ويندر هو مؤرخ وسياسي أمريكي، ولد في 27 يناير 1976 في مدينة سولت ليك في الولايات المتحدة. نشط حزبياً في الحزب الجمهوري.

## وصلات خارجية
- الموقع الرسمي